# Olesia Prystaiko
Olesia Prystaiko –en ucraniano, Олеся Пристайко– (1985) es una deportista ucraniana que compitió en triatlón. Ganó una medalla de plata en el Campeonato Mundial por Relevos de 2007 y una medalla de oro en el Campeonato Europeo de Triatlón de 2009.

## Palmarés internacional
| Campeonato Mundial por Relevos | Campeonato Mundial por Relevos | Campeonato Mundial por Relevos | Campeonato Mundial por Relevos |
| Año                            | Lugar                          | Medalla                        | Prueba                         |
| ------------------------------ | ------------------------------ | ------------------------------ | ------------------------------ |
| 2007                           | Tiszaújváros (Hungría)         | Medalla de plata               | Relevos                        |
| Campeonato Europeo             |                                |                                |                                |
| Año                            | Lugar                          | Medalla                        | Prueba                         |
| 2009                           | Holten (Países Bajos)          | Medalla de oro                 | Relevo mixto                   |